# الجودو في الألعاب الإفريقية
كان الجودو في الألعاب الأفريقية. في دورته الأولى عام 1973، وواصل في حتلال مكانة رائقة خلال المنافسات في كل من الدرواة التي تلت .

## الدروات
| الألعاب | السنة | المدينة المستضيفة | البلد المستضيف  |
| ------- | ----- | ----------------- | --------------- |
| I       | 1965  | برازافيل          | جمهورية الكونغو |
| II      | 1973  | لاغوس             | نيجيريا         |
| III     | 1978  | الجزائر           | الجزائر         |
| IV      | 1987  | نيروبي            | كينيا           |
| V       | 1991  | القاهرة           | مصر             |
| VI      | 1995  | هراري             | زيمبابوي        |
| VII     | 1999  | جوهانسبرغ         | جنوب إفريقيا    |
| VIII    | 2003  | أبوجا             | نيجيريا         |
| IX      | 2007  | الجزائر           | الجزائر         |
| X       | 2011  | مابوتو            | موزمبيق         |
| XI      | 2015  | برازافيل          | جمهورية الكونغو |